# Studentnejlika
Studentnejlika (Silene chelcedonica), tidigare Lychnis chalcedonica, är en art i familjen nejlikväxter. Den förekommer naturligt i östra Europa, österut till Sibirien. Växten, som även kallas för Brinnande kärlek, beskrevs först av Carl von Linné, och fick sitt nu gällande namn av Ernst Hans Ludwig Krause. Inga underarter finns listade i Catalogue of Life.

## Bildgalleri

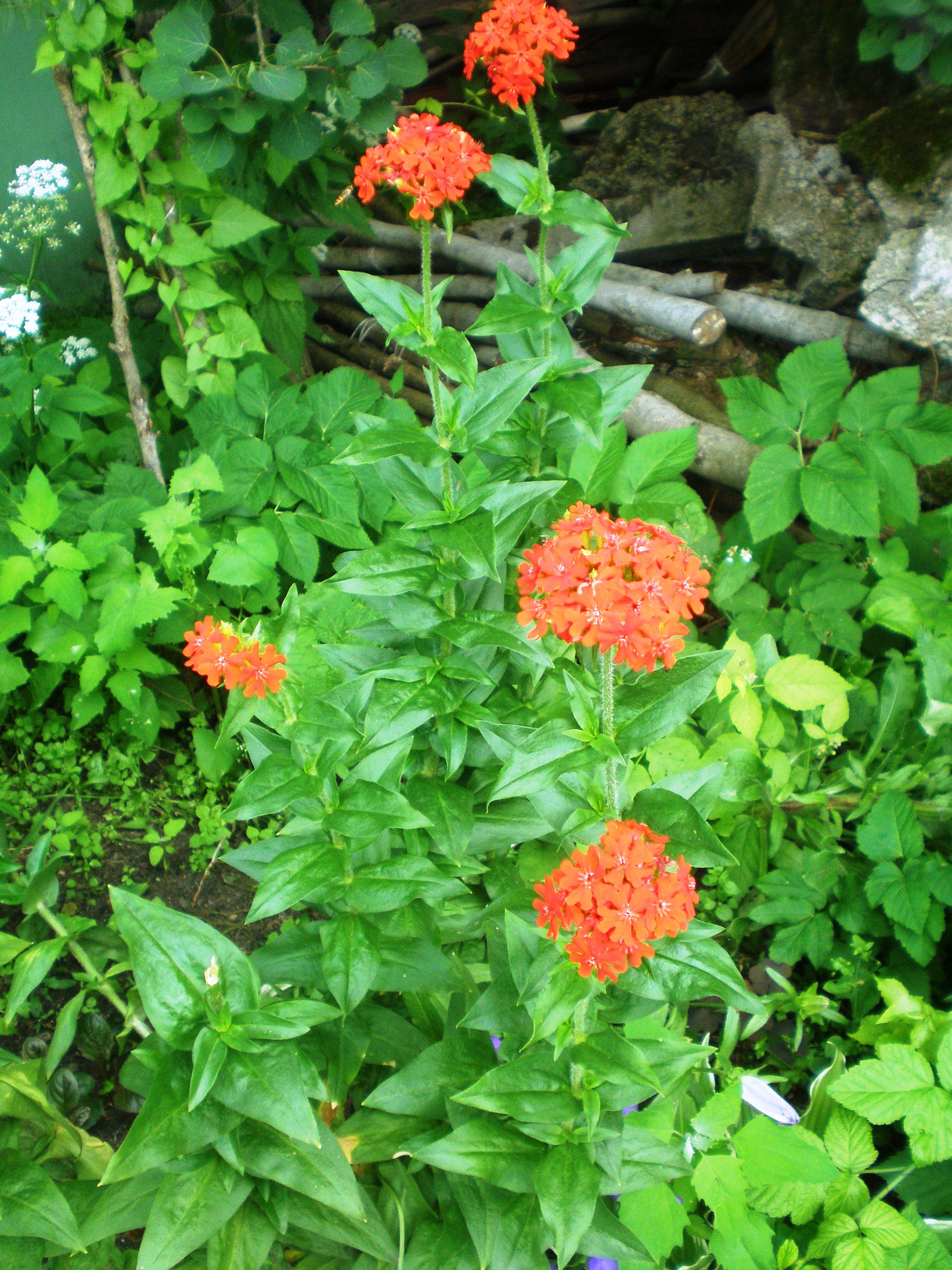
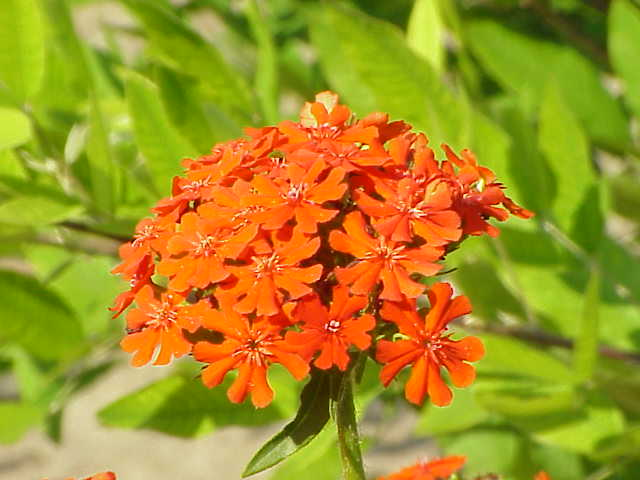
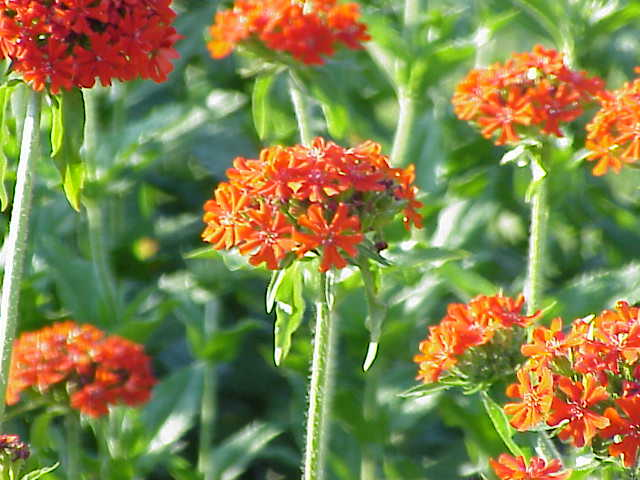
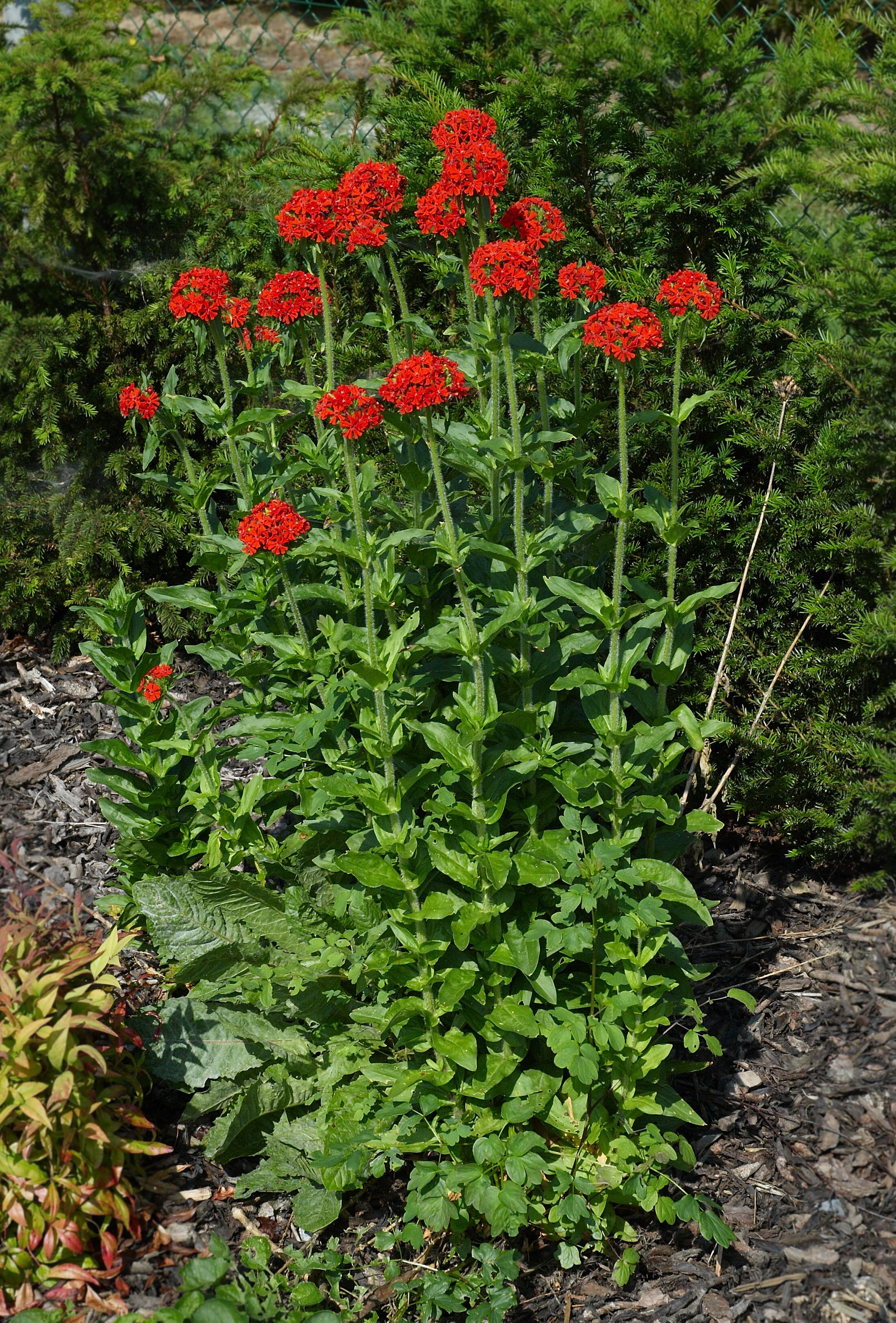
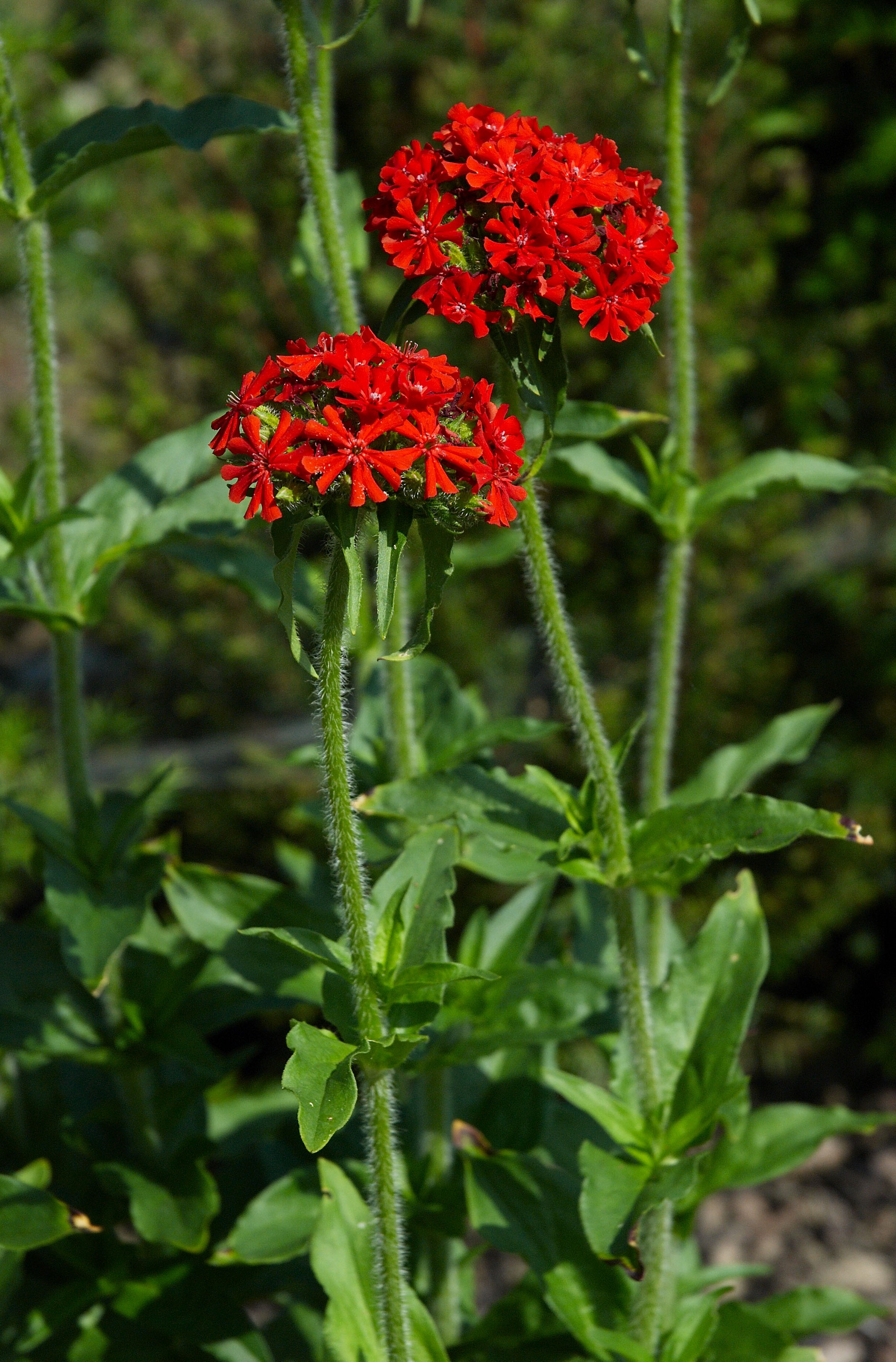
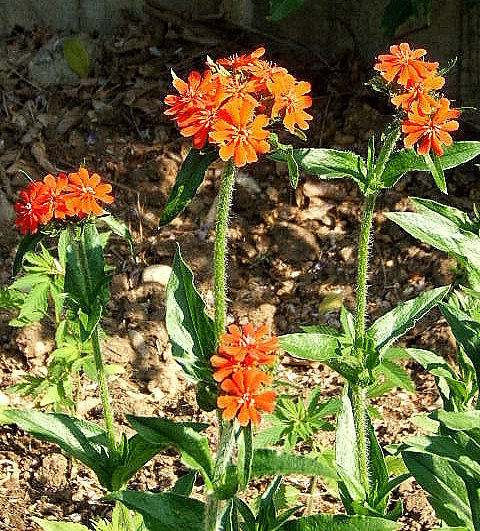